# Lenzites elegans
Lenzites elegans är en svampart som först beskrevs av Kurt Sprengel, och fick sitt nu gällande namn av Narcisse Theophile Patouillard 1900. Lenzites elegans ingår i släktet Lenzites och familjen Polyporaceae.   Inga underarter finns listade i Catalogue of Life.